# 菲格拉斯
菲格拉斯（[fiˈɣeɾas]，[fiˈɡeɾəs]）是西班牙加泰罗尼亚赫罗纳省的一个市镇。总面积19平方公里，2001年总人口33064人，人口密度1740人/平方公里。
此地為知名藝術家達利的出生地。

## 名人
- 薩爾瓦多·達利，世界著名畫家
- 馬維里克·維那勒斯，MotoGP賽車手

## 友好城市
- 西班牙 雷亞爾堡（1989年）
- 法國 馬里尼亞訥（1968年）
- 美国 聖彼德斯堡（2011年）